# Leśnica (Małdyty)
Pour les articles homonymes, voir Lesnica.
Leśnica est un village polonais de la voïvodie de Varmie-Mazurie, dans le powiat d'Ostróda.